# 제2차 영국-시크 전쟁
제2차 영국-시크 전쟁 또는 제2차 시크 전쟁은 1848년과 1849년에 발생한 시크 제국과 영국 동인도 회사 간의 군사 충돌이었다. 영국의 식민지화 정책이 노골화되자, 주민들의 불만이 고조되고 반영(反英) 무장 봉기로 폭발하게 되어, 진압에 나선 영국군의 고전(苦戰)은 제1회와 별 차이 없었으나, 또다시 유력한 시크 영주의 배반으로 진압되었다. 이 결과 영국은 1849년 3월에 전(全)펀자브 지방의 병합을 선언하고, 숙원의 인도 정복을 완성하였다. 뿐만 아니라, 아프가니스탄으로 진출하는 서북 국경지역까지도 장악했고, 인도 최대의 곡창·면작지대(綿作地帶)도 획득하는 데 성공하였다.